# القوات الجوية البلغارية
القوات الجوية البلغارية هي واحدة من الفروع الثلاثة من الجيش من بلغاريا، وغيرها من اثنين من كونها البحرية البلغارية والقوات البرية البلغارية. وتتمثل مهمتها في حراسة وحماية سيادة الأجواء البلغارية، لتقديم الدعم الجوي ولمساعدة القوات البرية في حالة حرب. القوات الجوية البلغارية هي واحدة من أقدم القوات الجوية في أوروبا والعالم. في الآونة الأخيرة فقد تم اتخاذ بنشاط في العديد من بعثات منظمة حلف شمال الأطلسي وتمارين في أوروبا. الضابط الآمر الحالي للقوات الجوية البلغارية هو اللواء قسطنطين بوبوف.

## المعدات
- ميج 29
- سوخوي 25